# Arbrå församling
Arbrå församling var en församling i Uppsala stift och i Bollnäs kommun i Gävleborgs län. Församlingen uppgick 2002 i Arbrå-Undersviks församling.

## Administrativ historik
Församlingen har medeltida ursprung. 12 juni 1798 utbröts en del till den då nybildade Nianfors församling. 
Församlingen var till 17 mars 1868 moderförsamling i pastoratet Arbrå och Undersvik, för att från det datumet till 1962 utgöra ett eget pastorat. Från 1962 till 2002 var församlingen åter moderförsamling i pastoratet Arbrå och Undersvik. Församlingen uppgick 2002 i Arbrå-Undersviks församling.
Församlingskod var 218309.

## Kyrkor
- Arbrå kyrka